# Bastien Toma
Bastien Toma (Sion, 24 de junio de 1999) es un futbolista suizo. Su posición es la de centrocampista y su club es el F. C. St. Gallen de la Superliga de Suiza.

## Trayectoria

### F. C. Sion
Arrancó en las categorías inferiores del F. C. Sion, pasó por las categorías sub-18 y sub-21 hasta que en la temporada 2017-18 fue promovido al primer equipo. Debutó como profesional el 27 de julio de 2017 en un partido de clasificación de la Liga Europa de la UEFA ante el FK Sūduva Marijampolė, entró de cambio al minuto 58' por Adryan, el encuentro terminó con una derrota de 3-0 para su club.

### K. R. C. Genk
El 10 de septiembre de 2020 se hizo oficial su fichaje por el K. R. C. Genk a cambio de 3 700 000 € firmando un contrato hasta 2024. Su primer partido con el club fue el 20 de septiembre en liga ante el RKV Malinas, arrancó el encuentro como titular y salió de cambio al minuto 85'. Después de temporada y media en el equipo, regresó a Suiza en enero de 2022 tras ser cedido al F. C. St.Gallen 1879. En agosto volvió a ser prestado, marchándose a Portugal para jugar en el F. C. Paços de Ferreira.

## Selección nacional

### Participaciones en selección nacional
| Torneo                                                                  | Categoría | Sede                | Resultado      | Partidos | Goles |
| ----------------------------------------------------------------------- | --------- | ------------------- | -------------- | -------- | ----- |
| Fase de clasificación para el Campeonato Europeo Sub-17 de la UEFA 2015 | Sub-17    | República Checa     | No clasificó   | 4        | 0     |
| Fase de clasificación para el Campeonato Europeo de la UEFA Sub-19 2018 | Sub-19    | Macedonia del Norte | No clasificó   | 2        | 0     |
| Fase de clasificación par la Eurocopa Sub-21 de 2019                    | Sub-21    | Italia              | No clasificó   | 1        | 0     |
| Fase de clasificación par la Eurocopa Sub-21 de 2021                    | Sub-21    | Hungría             | Clasificó      | 10       | 1     |
| Eurocopa Sub-21 de 2021                                                 | Sub-21    | Hungría Eslovenia   | Fase de grupos | 3        | 0     |

## Estadísticas

### Clubes
Actualizado al último partido jugado el 25 de abril de 2024.
| F. C. Sion · Suiza | 1.ª           | 2017-18       | 21  | 1  | 1  | 0 | 1 | 0 | 23  | 1  | 0,04 |
| F. C. Sion · Suiza | 1.ª           | 2018-19       | 32  | 3  | 4  | 0 | - | - | 36  | 3  | 0,08 |
| F. C. Sion · Suiza | 1.ª           | 2019-20       | 27  | 2  | 5  | 4 | - | - | 32  | 6  | 0,19 |
| F. C. Sion · Suiza | Total club    | Total club    | 80  | 6  | 10 | 4 | 1 | 0 | 91  | 10 | 0,11 |
| K. R. C. Genk · Bélgica                                                                                                   | 1.ª           | 2020-21       | 19  | 2  | 2  | 0 | - | - | 21  | 2  | 0,1  |
| K. R. C. Genk · Bélgica                                                                                                   | 1.ª           | 2021-22       | 5   | 0  | 2  | 1 | 2 | 0 | 9   | 1  | 0,11 |
| K. R. C. Genk · Bélgica                                                                                                   | Total club    | Total club    | 24  | 2  | 4  | 1 | 2 | 0 | 30  | 3  | 0,1  |
| St. Gallen · Suiza | 1.ª           | 2021-22       | 16  | 1  | 3  | 0 | - | - | 19  | 1  | 0,05 |
| St. Gallen · Suiza | 1.ª           | 2023-24       | 27  | 2  | -  | - | - | - | 27  | 2  | 0,07 |
| St. Gallen · Suiza | Total club    | Total club    | 43  | 3  | 3  | 0 | 0 | 0 | 46  | 3  | 0,07 |
| F. C. Paços de Ferreira Portugal                                                                                          | 1.ª           | 2022-23       | 12  | 0  | 4  | 0 | - | - | 16  | 0  | 0,00 |
| F. C. Paços de Ferreira Portugal                                                                                          | Total club    | Total club    | 12  | 0  | 4  | 0 | 0 | 0 | 16  | 0  | 0,00 |
| K. R. C. Genk II · Bélgica                                                                                                | 2.ª           | 2022-23       | 6   | 1  | -  | - | - | - | 6   | 1  | 0,17 |
| K. R. C. Genk II · Bélgica                                                                                                | Total club    | Total club    | 6   | 1  | 0  | 0 | 0 | 0 | 6   | 1  | 0,17 |
| Total carrera | Total carrera | Total carrera | 165 | 12 | 21 | 5 | 3 | 0 | 189 | 17 | 0,09 |
| (1) Incluye datos de Copa Suiza. (2) Incluye datos de Liga Europa de la UEFA. (3) No incluye goles en partidos amistosos. |               |               |     |    |    |   |   |   |     |    |      |

## Palmarés

### Títulos nacionales
| Título          | Club          | País    | Año  |
| --------------- | ------------- | ------- | ---- |
| Copa de Bélgica | K. R. C. Genk | Bélgica | 2021 |